# Perth-Sud
Pour les articles homonymes, voir Perth.
Perth-Sud fut une circonscription électorale fédérale de l'Ontario, représentée de 1867 à 1935.
C'est l'Acte de l'Amérique du Nord britannique de 1867 qui divisa le comté de Perth en deux districts électoraux, Perth-Nord et Perth-Sud. Abolie en 1933, la circonscription fut redistribuée parmi Perth et Huron—Perth.

## Géographie
En 1867, la circonscription de Perth-Sud comprenait:
- Les cantons de Blanchard, Downie, South Easthope, Fullarton et Hibbert
- Les villages de Mitchell et de St. Marys

## Députés
1. 1867-1872 — Robert MacFarlane, PLC
2. 1872-1892 — James Trow, PLC
3. 1892-1896 — William Pridham, CON
4. 1896-1904 — Dilman Kinsey Erb, PLC
5. 1904-1911 — Gilbert Howard McIntyre, PLC
6. 1911-1921 — Michael Steele, CON
7. 1921-1925 — William Forrester, PLC
8. 1925-1935 — Federick George Sanderson, PLC

- CON = Parti conservateur du Canada (ancien)
- PLC = Parti libéral du Canada